# 久志麻理奈
久志 麻理奈（くし まりな、1982年11月15日 - ）は、日本の元タレント。女性アイドルグループ・チェキッ娘の元メンバー。
埼玉県南埼玉郡白岡町（現：白岡市）出身。武蔵野高等学校・武蔵野短期大学（幼児教育科）卒業。
身長165cm、B84cm、W59cm、H88cm、血液型はB型

## 来歴
- 1998年10月30日、バラエティ番組『DAIBAッテキ!!』（フジテレビ）のオーディションに合格し、女性アイドルグループ・チェキッ娘のメンバーとなる（チェキッ娘ID010）。尚このデビューのきっかけは、本人が神宮外苑花火大会に行った際に原宿の竹下通りでスカウトされ[3]、声を掛けて来たそのスカウトに母親が連絡し、そこからの紹介で『DAIBAッテキ!!』のオーディションに呼ばれる形になったことだったという[4]。チェキッ娘内ユニット「NEOちゃっきり娘」などで活動、『もぎたてのプルプルよ』（このセリフから、まりなっぷるという愛称も付く）という決めセリフなどで人気となる。翌1999年11月3日のチェキッ娘解散までメンバーとして活躍した。
- チェキッ娘を卒業した後は、ホリ・エージェンシーに所属[5]。吉川茉絵、奈良沙緒理、工藤あさぎとアイドルユニット『Ace File』結成。吉川茉絵とのユニット内ユニット「くしよし」としても活動した。
- 2002年には西田夏らとともにNEO女子プロレスに参戦するなどして注目を集めた（本人は「やらされた」「やらないとクビと言われた」と話している[3]）。コーチそして対戦相手となったタニー・マウスは同じ高校の先輩だった[6]。しかし、同年7月に学業専念のために芸能界を引退。6月28日にはNEO板橋大会で引退セレモニーを行った。「レスラー時代は楽しかった」と語っていたが[6]、引退決意のきっかけは「自分が何をしたいのかわからなくなった」とのことで、その時は未練は無かったという[4]。
- 引退してから復帰するまでの間に短大を卒業、その後短期のアルバイト、歯科助手やスパ施設の仕事を経験する[6]一方で東南アジアなど20か国ほどの旅行をし[7]、その後理美容業界に就職して[8]OLとして働くようになり、後にある店舗を任されるようになったという。そんな時に「今やってみたらどうなってただろう」（ママ）とアイドル時代を思い出していたところで、Ace File時代のマネージャーと再会、これが芸能界復帰のきっかけとなった[4]。そして2007年9月19日、オフィシャルブログが開設され、芸能界復帰が発表された。この当時はグローエンターテイメントに所属していた。2008年3月には復帰第1弾となったDVD『Happy Trip』が発売された。
- 2008年11月15日に東京都新宿区百人町のNaked Loftで行われたバースデーイベントを最後に、芸能活動を再び休止。しかし、その後も2009年4月5日に行われた下川みくにのデビュー10周年記念コンサートに元チェキッ娘のメンバーとして出演、それ以前にも2009年2月に発売されたぴあの、このコンサートの告知記事の中に掲載されていた。
- 2015年9月3日、自身のtwitterで入籍を発表[9]。
- 2015年11月11日放送の『解決スイッチ』（テレビ東京）に愛犬と一緒に久々にテレビに出演した[10][11]。
- 2017年　男女の双子を出産[3]
- 2019年から、ハワイに移住[12]。

## 人物
- チェキッ娘在籍当時の公称プロフィールでは、89 - 91cmとチェキッ娘の中で一番のヒップの大きさだったが、一方で「それが悩み」と本人がインタビュー記事などで言っていたこともあった。
- 小学生時代までは運動が苦手だったが、中学入学後にバスケットボール部に入部。当時憧れだった人の目を惹きたいという理由からだったという[13]。
- チェキッ娘合格時に通っていた高校からは芸能活動の承諾を得たが、遅刻・早退・欠席をしないという条件が付いたため、最後まで授業に出てからフジテレビなどの現場までダッシュで通うという生活を送っていた[14]。
- 格闘技・プロレスファンだったことがあり、短大生時代には全日本女子プロレス、PRIDEなどを観に行っており、この当時エンセン井上のファンだった[15]。
- 自他共に認める温泉マニアという[7]。2008年2月には温泉ソムリエの資格を取得した[16]。
- プロ野球選手の岩隈久志の妻（元プロ野球選手の広橋公寿の長女）とは短期大学時代の同級生で友人であるという[17]。
- 本人曰く、久志家のルーツは沖縄県にあるとのこと[3]。

## 出演

### テレビ
※『DAIBAッテキ!!』『DAIBAクシン!!シリーズ』以外の出演
- Gパラダイス・コロシアム（テレビ東京・レギュラー出演）
- 超V.I.P.（フジテレビ）
- アートの遺伝子Z（日本テレビ）
- プラクトピアの風・賢者の贈り物（テレビ大阪・2008年2月4日からレギュラー出演）
- 占え寿々人十色（あっ!とおどろく放送局・2008年2月7日からレギュラー出演）終了
- あらびき団（TBS・2008年4月30日）
- グラビアの美少女（MONDO21）
- エンタメ120星占いTV（あっ!とおどろく放送局・2009年9月15日）

これ以降は2009年8月中、チェキッ娘のメンバーとしての出演
- キャンパスナイトフジ（フジテレビ） - 8月21日
- 森田一義アワー 笑っていいとも!（フジテレビ） - 2009年8月27日『出たいドルデラックス』

## 作品
※Ace Fileの項も参照のこと。

### ビデオ・DVD
- THE COMPLETE 久志麻理奈（2000年12月18日・ビームエンタテインメント）
- まりなっぷるの大冒険（2001年11月20日・ラインコミュニケーションズ）
- Happy Trip（2008年3月）

### 写真集
- もぎたてのキ・モ・チ（2001年9月25日、彩文館出版、撮影：SHOWN）ISBN 978-4916115669

## 連載
- 久志麻理奈の体感楽感プーケット（女性自身ホームページ内ページ『タイ式エンタ タイに行きタイ!』の中において、2008年8月から）